# NGC 1754
NGC 1754 är en klotformig stjärnhop i Stora magellanska molnet i stjärnbilden Taffelberget. Den upptäcktes år 1836 av John Herschel.